# Gypsophila krascheninnikovii
Gypsophila krascheninnikovii är en nejlikväxtart som beskrevs av Boris Konstantinovich Schischkin. Gypsophila krascheninnikovii ingår i släktet slöjor, och familjen nejlikväxter. Inga underarter finns listade i Catalogue of Life.